# 29 marzo
Il 29 marzo è l'88º giorno del calendario gregoriano (l'89º negli anni bisestili). Mancano 277 giorni alla fine dell'anno.

## Eventi
- 1090 – Prima menzione nota, in un atto di donazione, dell'ospedale di Santa Maria della Scala a Siena;
- 1139 – Ufficializzazione dell'Ordine Templare;
- 1461 – Guerra delle due rose, battaglia di Towton: Edoardo di York rovescia la regina Margaret e diventa re Edoardo IV d'Inghilterra;
- 1476 – Giovanni Caboto diventa cittadino veneziano[1];
- 1516 – La Serenissima Repubblica di Venezia delibera l'istituzione del "ghetto", primo in Europa, dove gli ebrei veneziani erano costretti a risiedere;
- 1517 – Il terremoto dell'Irpinia causa danni, crolli e decine (o forse centinaia) di vittime;
- 1638 – I coloni svedesi stabiliscono il primo insediamento nel Delaware, chiamandolo Nuova Svezia;
- 1795 – Il 25enne Ludwig van Beethoven si esibisce per la prima volta in pubblico a Vienna eseguendo il suo concerto per pianoforte e orchestra n. 2 nel ruolo di solista; fino a quel momento aveva suonato solo in case private[2];
- 1799 – Lo Stato di New York approva una legge tesa ad abolire gradualmente la schiavitù[3];
- 1807 – Georg Wilhelm Friedrich Hegel pubblica la prima edizione della Fenomenologia dello spirito[4];
- 1847 – Guerra messico-statunitense: gli Stati Uniti d'America conquistano dopo un assedio la città di Veracruz[5];
- 1848
  - Inizia la prima guerra d'indipendenza italiana: le truppe del regio esercito piemontese oltrepassano il Ticino al comando del re Carlo Alberto di Savoia[6];
  - Un'insolita gelata blocca quasi completamente la caduta delle acque alle Cascate del Niagara[7];
- 1849 – Il Regno Unito annette il Punjab[8];
- 1865 – Guerra di secessione americana: inizia la battaglia di Appomattox Court House[9];
- 1871 – Apre a Londra la Royal Albert Hall;
- 1879 – Guerra anglo-zulu: ha luogo la battaglia di Kambula[10];
- 1886 – A New Orleans lo scacchista austriaco Wilhelm Steinitz batte il polacco Johannes Zukertort e diventa il primo campione del mondo ufficiale della storia degli scacchi;
- 1912 – L'esploratore antartico Robert Falcon Scott scrive l'ultima annotazione sul taccuino della disastrosa Spedizione Terra Nova; otto mesi dopo una spedizione di soccorso ne ritroverà il corpo;
- 1918 - Nel cielo di Ponte di Piave il maresciallo pilota Ernesto Cabruna da Tortona affronta da solo undici aerei nemici, abbatte il capo pattuglia e disperde i rimanenti;
- 1930 – Heinrich Brüning è indicato come cancelliere tedesco[11];
- 1941 – Seconda guerra mondiale: termina la battaglia di Capo Matapan iniziata il 27 marzo;
- 1945 – Ultimo giorno di attacchi perseguiti con le bombe V1 dai tedeschi verso l'Inghilterra;
- 1946 – La Piaggio presenta sul mercato la Vespa[12];
- 1951 – Caso Rosenberg: Ethel e Julius Rosenberg sono accusati di cospirazione e spionaggio;
- 1971
  - Per l'uccisione dell'attrice Sharon Tate viene chiesta la pena di morte per Charles Manson e tre sue seguaci;
  - Massacro di My Lai: l'ufficiale William Calley è processato per assassinio premeditato e condannato alla prigione a vita[13];
- 1973 – Guerra del Vietnam: gli ultimi soldati americani lasciano Saigon, Vietnam del Sud; in totale i morti ammontano a 930000 nord–vietnamiti, 180000 sud–vietnamiti e 45000 statunitensi;
- 1974 – Nella provincia cinese di Shaanxi, un gruppo di sette contadini composto da Yang Zhifa, i suoi cinque fratelli e un vicino di casa scoprono fortuitamente il mausoleo dell'imperatore Qin Shi Huang mentre cercavano di scavare un pozzo per l'acqua; la scoperta si rivelerà di straordinaria importanza e riporterà alla luce l'Esercito di terracotta (gli scavi si concluderanno l'11 luglio dell'anno dopo)[14];
- 1979 – Con la mediazione di Jimmy Carter, il presidente egiziano Anwar al-Sadat e il primo ministro israeliano Menahem Begin firmano il trattato di pace tra Egitto e Israele[15];
- 1993 – Édouard Balladur diventa primo ministro di Francia;
- 2004 – Sette paesi dell'ex Patto di Varsavia entrano a far parte della NATO: Bulgaria, Estonia, Lettonia, Lituania, Romania, Slovacchia e Slovenia;
- 2017 – Il Regno Unito invoca l'articolo 50 del trattato sull'Unione europea dando formalmente inizio alla Brexit.

## Nati
Ci sono circa 1 160 voci su persone nate il 29 marzo; vedi la pagina Nati il 29 marzo per un elenco descrittivo o la categoria Nati il 29 marzo per un indice alfabetico.

## Morti
Ci sono circa 540 voci su persone morte il 29 marzo; vedi la pagina Morti il 29 marzo per un elenco descrittivo o la categoria Morti il 29 marzo per un indice alfabetico.

## Feste e ricorrenze

### Civili
- Giornata internazionale del pianoforte - Si festeggia il 29 marzo, 88º giorno dell'anno numero come 88 sono i tasti del pianoforte (28 marzo negli anni bisestili); per l'occasione vengono organizzati in tutto il mondo festival musicali, recital pianistici e vari eventi dal vivo e online[16]

### Religiose
Cristianesimo:
- Santi Armogasto, Archinimo e Saturnino, martiri
- Sant'Eustasio di Napoli, vescovo
- Santa Gladys, regina
- San Guglielmo Tempier, vescovo di Poitiers
- San Gwynllyw Farfog (Gundleius), re del Galles
- San Ludolfo di Ratzeburg, martire
- San Marco di Aretusa, vescovo
- Santi Pastore, Vittorino e compagni, martiri di Nicomedia
- San Secondo di Asti, martire
- Santi Simplicio e Costantino, abati di Montecassino
- Beata Agnese di Chatillon, monaca
- Beato Bertoldo, priore generale dei Carmelitani
- Beato Emanuele de Alburquerque, cavaliere mercedario
- Beato Giovanni Hambley, sacerdote e martire